# 尤拉伊·阿姆舍尔
尤拉伊·阿姆舍尔（1924年12月17日—1988年8月7日），克罗地亚男子水球运动员。他曾代表南斯拉夫国家队参加1948年、1952年和1956年夏季奥林匹克运动会水球比赛，获得二枚银牌。